# إتانا تشافلوفيتش
إتانا تشافلوفيتش مواليد 27 أغسطس 1997 في بودغوريتسا، هي لاعبة كرة يد مونتينيغرية تلعب كمحور. مثلت منتخب الجبل الأسود لكرة اليد للسيدات.